# Локтевая
Локтева́я — деревня в Раменском муниципальном районе Московской области. Входит в состав сельского поселения Рыболовское. Население — 43 чел. (2010).

## Название
Название связано с некалендарным личным именем Локоть.

## География
Деревня Локтевая расположена в южной части Раменского района, примерно в 18 км к юго-востоку от города Раменское. Высота над уровнем моря 111 м. В 1 км к югу от деревни протекает река Москва. Ближайшие населённые пункты — деревни Колупаево и Фомино.

## История

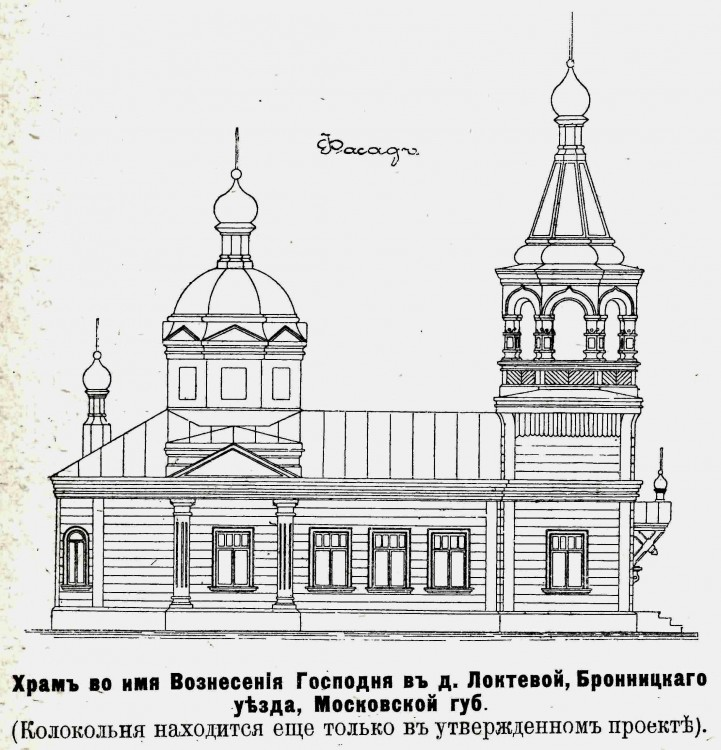
Старообрядческий храм во имя Вознесения Господня (чертеж 1910 г.)

Деревня упоминается в исторических документах начиная с XVII в.
В XIX в. через деревню проходил Егорьевский тракт, который начинался в Бронницах, далее через деревни Никулино, Фомино, Локтевая на Фаустово и Егорьевск. По состоянию на 1852 г. деревня Локтевая принадлежала подполковнице Александре Вадковской.
В деревне существовала старообрядческая община, их молельня размещалась в частном доме. В 1910 г. возведен храм Вознесения Господня, который относился к Старообрядческой церкви Белокриницкого согласия. Храм утрачен в сер. XX века.
В 1926 году деревня входила в Колупаевский сельсовет Вохринской волости Бронницкого уезда Московской губернии.
С 1929 года — населённый пункт в составе Бронницкого района Коломенского округа Московской области.
В 1930-е годы создан колхоз, вошедший позднее в состав колхоза "Ленинец".
3 июня 1959 года Бронницкий район был упразднён, деревня передана в Люберецкий район. С 1960 года в составе Раменского района.
До муниципальной реформы 2006 года деревня входила в состав Рыболовского сельского округа Раменского района.

## Население
| 1926 | 2002 | 2010 |
| ---- | ---- | ---- |
| 178  | ↘16  | ↗43  |

В 1852 году в деревне проживало 169 человек (82 мужчины, 87 женщин). В 1899 году - 252 человека. В 1925 году в 40 домах числилось 220 человек. В 1926 году в деревне проживало 178 человек (79 мужчин, 99 женщин), насчитывалось 43 крестьянских хозяйства. По переписи 2002 года — 16 человек (7 мужчин, 9 женщин).